# Charles Fisher (Politiker, 1808)

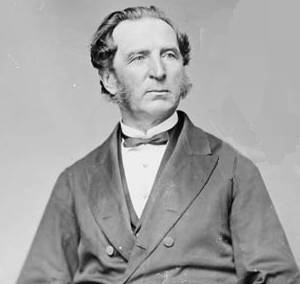
Charles Fisher (1868)

Charles Fisher (* 15. August oder 16. September 1808 in Fredericton, New Brunswick; † 8. Dezember 1880 ebenda) war ein kanadischer Politiker und Richter. Er war von 1854 bis 1856 Premierminister von New Brunswick, eine zweite Amtszeit folgte von 1857 bis 1861. Als einer der Väter der Konföderation gehört er zu den Wegbereitern des 1867 gegründeten kanadischen Bundesstaates. Ab 1867 war er ein Jahr lang Abgeordneter des Unterhauses, danach Oberster Richter in seiner Heimatprovinz.

## Leben
Nach einem Studium der Rechtswissenschaft erhielt Fisher 1831 die Zulassung als Rechtsanwalt und eröffnete eine Kanzlei in Fredericton. 1834 kandidierte er erstmals für einen Sitz im Parlament der damaligen Kolonie, doch erst drei Jahre später gelang es ihm, gewählt zu werden. In den folgenden Jahren setzte er sich für eine größere Autonomie und die Selbstverwaltung der Kolonie New Brunswick ein. Ab 1848 gehörte er der Kolonialregierung an, verlor jedoch bei der Wahl im Juni 1850 seinen Sitz im Parlament. Im Januar 1851 trat er auch als Regierungsmitglied zurück.
Bei der Wahl von 1854 wurde Fisher erneut gewählt und am 1. November desselben Jahres bildete er mit Unterstützung der liberalen Mehrheit der Abgeordneten eine neue Regierung. Diese besaß erstmals die volle Verfügungsgewalt. Zusätzlich amtierte Fisher als Attorney General. Seine Regierung setzte verschiedene Reformen in den Bereichen Bildung und Verwaltung sowie beim Wahlrecht um. Die Einführung der Alkoholprohibition stieß jedoch in der Bevölkerung auf starke Ablehnung, weshalb er im Mai 1856 ein Misstrauensvotum verlor. Die nachfolgende konservative Regierung von John Hamilton Gray hielt sich nur ein Jahr lang an der Macht, sodass Fisher am 1. Juni 1857 ein weiteres Mal Premierminister wurde. Während seiner zweiten Amtszeit unterstützte er aktiv den Bau der Intercolonial Railway. Während er sich hauptsächlich mit Gerichtsverhandlungen befasste, überließ er Provinzsekretär Samuel Leonard Tilley die meisten Verwaltungsaufgaben. Fishers Amtszeit endete am 19. März 1861, als Tilley ihn wegen seiner Verwicklung in einem kleineren Korruptionsskandal stürzte.
Fisher blieb Abgeordneter im Parlament von New Brunswick. 1864 war er Delegierter an der Québec-Konferenz, bei der über die Vereinigung der Kolonien in Britisch-Nordamerika zu einem föderalen Bundesstaat verhandelt wurde. Die Befürworter der Kanadischen Konföderation erlitten bei der Wahl von 1865 eine empfindliche Niederlage, sowohl Tilley als auch Fisher verloren ihr Parlamentsmandat. Doch die Anti-Konföderationisten um Albert James Smith verspielten bald das Vertrauen der Wählerschaft. Ende 1865 gewann Fisher eine Nachwahl und es gelang ihm, die Vereinigungsbewegung wiederzubeleben. In Peter Mitchells Regierung war er ab April 1866 als Attorney General vertreten. Er nahm im Dezember 1866 an der Londoner Konferenz teil, um die letzten verfassungsrechtlichen Fragen des neu zu gründenden Staates Kanada zu klären.
Zur ersten kanadischen Unterhauswahl im September 1867 trat Fisher als Kandidat der Liberalen Partei an und siegte im Wahlbezirk York. Nach anfänglicher Begeisterung war er jedoch von der Bundespolitik zunehmend enttäuscht und trat nach etwas mehr als einem Jahr zurück. Daraufhin wurde er im Oktober 1868 an das Oberste Gericht der Provinz New Brunswick berufen, dem er bis zu seinem Tod angehörte.

## Nachwirkung
Die kanadische Regierung, vertreten durch den für das Historic Sites and Monuments Board of Canada zuständigen Minister, ehrte Fisher am 29. Mai 1939 unter anderem für sein Wirken als einer der Väter der Konföderation und erklärte ihn zu einer „Person von nationaler historischer Bedeutung“.